# کپ پیلی، نیوبرانزویک
کپ پیلی، نیوبرانزویک (به انگلیسی: Cap-Pelé, New Brunswick) یک منطقهٔ مسکونی در کانادا است که در شهرستان وست‌مورلند واقع شده‌است. کپ پیلی ۲۳٫۷۸ کیلومتر مربع مساحت و ۲٬۲۵۶ نفر جمعیت دارد.